# ديفيد بيتي ، إيرل بيتي الأول
ديفيد ريتشارد بيتي ، إيرل بيتي الأول (17 يناير 1871 - 12 مارس 1936) ضابط في البحرية الملكية البريطانية.